# Ouragan Michelle
L’ouragan Michelle est le quinzième cyclone tropical, la treizième tempête tropicale, le septième ouragan, le quatrième ouragan majeur, le deuxième ouragan de catégorie 4 après l'ouragan Iris, et l'ouragan le plus creux et le plus intense de la Saison cyclonique 2001 dans l'océan Atlantique nord dans le bassin de l'océan Atlantique. Michelle sera un ouragan particulièrement puissant, et sera l'un des rares ouragans de catégorie 4 du mois de novembre du bassin de l'Atlantique nord.
Cet ouragan de type capverdien est représentatif de la climatologie du bassin Atlantique nord du mois d'octobre et début novembre. Il se développe à partir d'une onde tropicale dans la mer des Caraïbes, puis prend une trajectoire au nord-est, en se renforçant rapidement, avant de frapper les Grandes Antilles. Il éprouvera durement Cuba, où il touchera terre pratiquement à son maximum d'intensité, mais aussi l’Amérique centrale en déversant des torrents de pluies alors qu'elle n'était qu'une dépression tropicale. À la suite des nombreux décès qui y ont été reliés, son nom a été retiré de la liste du bassin atlantique, lequel fut remplacé par Melissa.

## Évolution météorologique
Une onde tropicale quitte les côtes africaines le 16 octobre. La convection qui lui est associée est alors très faible. Elle se déplace d'est en ouest, suivant les alizés, et traverse ainsi l'Atlantique nord tropical. Cette onde tropicale franchit les Petites Antilles le 23 octobre. L'activité convective a un peu augmenté durant ce temps, mais reste faible. Alors qu'elle traverse la mer des Caraïbes, son activité convective commence à augmenter, mais ne s'établit pas de manière stable. C'est à partir du 26 octobre, quand l’onde tropicale arrive dans l'ouest de la mer des Caraïbes, que son activité convective augmente sensiblement et devient stable. Le lendemain, 27 octobre, se met en place un début de rotation cyclonique en association avec le creusement d'une faible dépression.
La dépression tropicale Quinze se forme de cette onde tropicale le 29 octobre à 1800Z. La dépression est alors au-dessus des terres du Nicaragua. Son déplacement est pratiquement nul, mais la fréquente reformation du centre donne un mouvement apparent erratique. En effet, dans une faible dépression, une poussée convective d'importance suffit parfois à creuser un nouveau centre, sans qu'il n'existe une continuité avec le centre précédent. De plus, la friction avec le terrain a pu favoriser la convergence dans la couche limite (hypothèse du vent agéostrophique), alors que la très grande proximité avec la mer a alimenté la dépression en « carburant », à savoir l'air chaud et humide.
Finalement, la dépression tropicale effectue une boucle dans le sens trigonométrique, tout en restant à cheval entre les côtes et la mer des Caraïbes. Dans un processus semblable à celui de la tempête tropicale Allison, ce lent déplacement erratique de la dépression Quinze provoqua des précipitations diluviennes et de fortes inondations au Nicaragua et au Honduras. La convection et la divergence sont alors particulièrement bien développés dans le demi cercle nord, au-dessus de la mer des Caraïbes, alors qu'au sud, la divergence est plus pauvre.

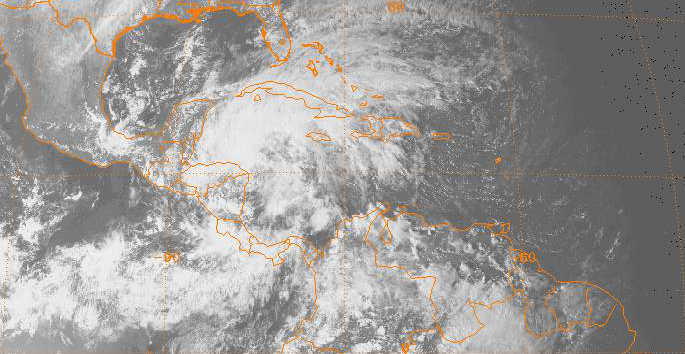
Quinze, au moment où elle quitte l'Amérique centrale. La très bonne divergence au nord est ici visible. De même, la rotation cyclonique autour du centre se lit facilement

À partir du 31 octobre, un anticyclone d'altitude, déjà présent au-dessus des Grandes Antilles, se renforce, et renforce le flux de sud sur son bord ouest. Ainsi, après 36 heures d'errance, à partir du 31 octobre, la dépression est reprise dans un flux de nord. Elle quitte finalement le Nicaragua plus tard ce 31 octobre, et rejoint la mer des Caraïbes aux environs du cap Gracias a Dios, à la frontière entre Honduras et Nicaragua. La dépression s'intensifie immédiatement, et devient la tempête tropicale Michelle le 1er novembre à 0000Z à 90 kilomètres au nord du cap Gracias a Dios.
De plus, le centre semble se reformer une nouvelle fois plus au nord durant les premières heures du 1er novembre, accélérant temporairement le mouvement de la tempête tropicale.
Les conditions sont alors particulièrement favorables. Le sommet des nuages est très froid, environ -80° le 31 octobre, se refroidissant à -90° le 1er novembre. La mer des Caraïbes un important contenu en chaleur. Le cisaillement de vent, du sud, est faible mais présent est, s'il n'est pas suffisant pour s'opposer à un développement normal, il l'est suffisamment pour mettre en question un développement rapide. Enfin, la divergence anticyclonique d'altitude est bonne. La possibilité d'une intensification rapide est ainsi à plusieurs reprises évoquée.
Durant la journée du 1er novembre, sous l'influence d'une dépression coupée qui s'est détachée d'un creux barométrique (dit aussi thalweg) venu des États-Unis, Michelle prend une trajectoire au nord-nord-est. Le déplacement reste cependant très lent, aux environs de 6 à 12 km/h. Le 2 novembre, Michelle ralentit encore plus, à environ 5 km/h, alors qu'un faible anticyclone de basse altitude bloque sa progression. Michelle continue de ralentir jusqu'à la mi-journée du 3 novembre, où elle devient pratiquement stationnaire.

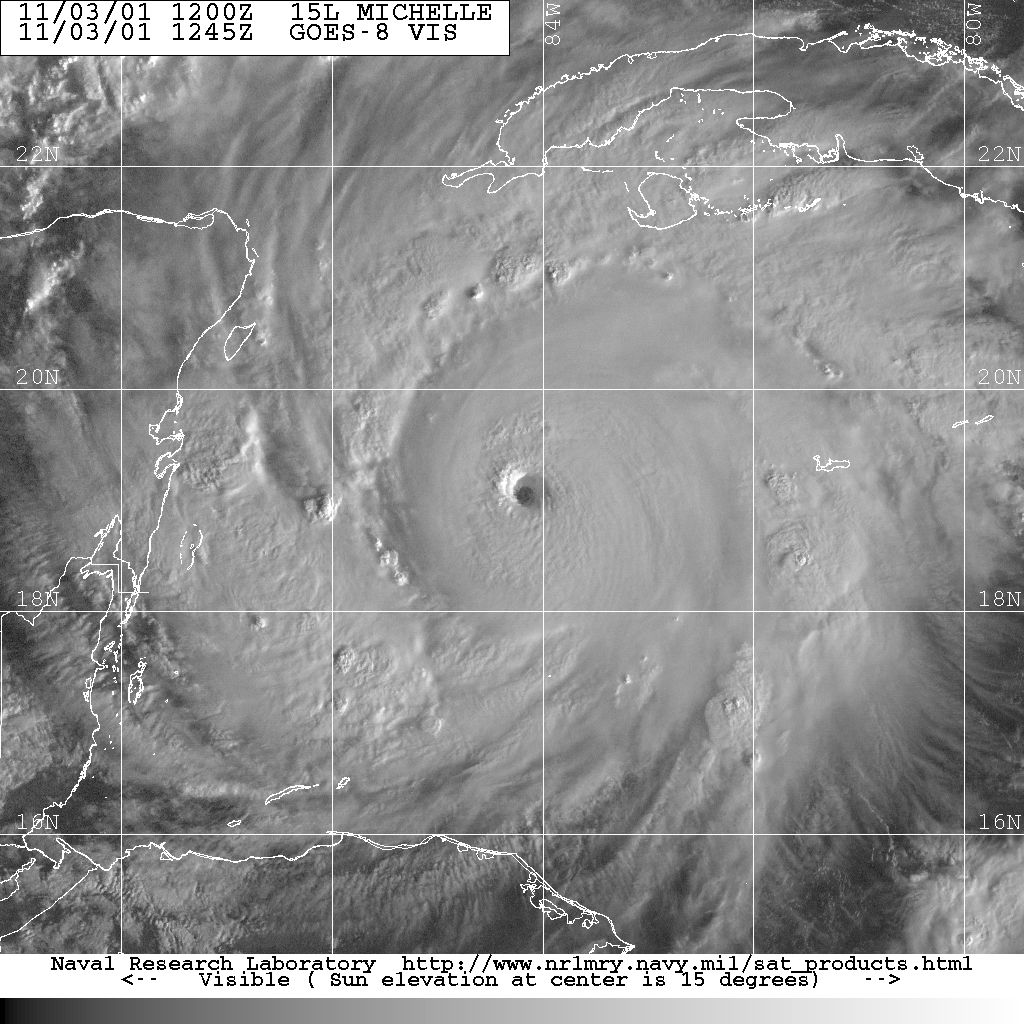
L'ouragan Michelle devenu ouragan de catégorie 4 avec des vents de 215 km/h. C'est environ à ce moment que Michelle atteint sa meilleure présentation satellite (on pourra comparer avec la photo du 4 novembre ci dessus), et sa pression la plus basse.

C'est durant la journée du 2 novembre que les choses évoluent réellement pour Michelle. Durant cette journée, en 24 heures, la pression s'effondre de 34 hectopascals (hPa), passant de 991 hPa à 957 hPa entre le 2 novembre à 0000Z et le 3 novembre à 0000Z. La divergence d'altitude s'améliore sensiblement. Michelle, qui n'avait pas encore acquis une apparence symétrique, avait une convection et une divergence quelque peu restreinte dans le demi cercle sud, sans doute liées au faible cisaillement du vent. Durant la journée, elle acquiert un aspect bien plus symétrique, avec une divergence qui devient très bonne dans tous les quadrants, et une température du sommet des nuages de −85 °C à −90 °C. Le 3 novembre, l'intensification rapide se poursuit, menant Michelle à la catégorie 4 à 1200Z. En tout, la pression aurait chuté de 46 hPa en 24 heures, entre le 2 novembre à 0600Z et le 3 novembre à 0600Z, et de 59 hPa en 48 heures, entre le 1er novembre à 1800Z et le 3 novembre à 1800Z.
À partir du 3 novembre, Michelle change de direction et accélère sensiblement. Un creux barométrique descend depuis la côte est des États-Unis en direction du Texas et du Golfe du Mexique. Il oriente Michelle vers le nord-est, et donc vers le centre de Cuba. Il provoque aussi une hausse du cisaillement, qui déporte la convection vers l'est et le nord. Le creusement permanent du creux barométrique et son déplacement vers l'est maintiendra une accélération constante pour Michelle, qui ne cessera donc d'aller à chaque fois plus vite.
Après avoir atteint un premier pic d'intensité, dans la journée du 3 novembre, Michelle connait un affaiblissement. Il est lié à un cycle de remplacement du mur de l'œil et à la hausse du cisaillement de vent, qui devient nettement moins favorable. Pourtant, le 4 novembre, Michelle atteint une seconde fois la catégorie 4 avec des vents encore plus forts à 220 km/h. Pendant ce temps, la pression continue de remonter, en passant de 938 hectopascals le 4 novembre à 0000Z à 953 hectopascals le 5 novembre à 0000Z. Ce petit paradoxe est dû à la fin du cycle de remplacement du mur de l'œil, avec une contraction du mur de l'œil externe qui permet une hausse des vents alors que la convection de Michelle est affaiblie par le cisaillement du vent et qu'en conséquence, la pression remonte. Michelle, ouragan de catégorie 4 passe au-dessus de Cayo Largo le 4 novembre à 1800Z, avant de s'échouer en Baie des Cochons 5 heures plus tard, un peu affaiblie mais toujours ouragan de catégorie 4.
Par la suite, durant le 5 novembre, le creux barométrique continua à se creuser et à descendre vers le sud, renforçant toujours plus le cisaillement de vent, qui de l'ouest devient du sud. De plus, Michelle était en train de traverser Cuba. En conséquence, elle s'affaiblit très rapidement et arrive au nord de Cuba en tant qu’ouragan de catégorie 1. Malgré son retour au-dessus de l'océan Atlantique, Michelle continua son affaiblissement. Elle a touché l'île Andros le 5 novembre à 0600Z, puis l'île Eleuthera à 1200Z. Il est estimé que sous l'influence du cisaillement de vent, puis de l'intrusion d'air sec et froid venu du creux barométrique par le sud, Michelle est devenue extratropicale le 6 novembre. Pourtant, opérationnellement, le NHC a poursuivi l'émission de bulletins durant la journée du 6 novembre, car les reconnaissances aériennes ont montré que Michelle était particulièrement tenace, et n'a pas perdu immédiatement son cœur chaud.

### Données climatologiques
Michelle est un rare ouragan de catégorie 4 du mois de novembre. Elle se compare en la matière à l’Ouragan de Cuba de 1932 (qui a peut-être atteint la catégorie 5), à l'ouragan Greta, à l’ouragan Lenny et à l’ouragan Paloma. Elle est également l'un des ouragans les plus intenses et les plus creux à toucher Cuba au mois de novembre.

## Préparatifs
La trajectoire de Michelle a été plutôt bien anticipée, et a permis d'émettre des vigilances et alertes tôt. L'état d'urgence sera déclaré par le gouverneur de Floride, Jeb Bush le 3 novembre. Un mandat d'évacuation sera donné pour les Keys en Floride.

## Impacts
Michelle illustre un fait essentiel des cyclones tropicaux. Lorsqu'elle était encore la dépression Quinze, elle ne soutenait que des vents à 55 km/h. Elle aura dévasté le Honduras et le Nicaragua par ses seules précipitations. D'une manière générale, les inondations sont souvent la première cause de mortalité des cyclones tropicaux.

### Amérique centrale
Les fortes précipitations ont forcé 100 000 personnes à quitter leurs maisons au Honduras et au Nicaragua